# Trouble de l'équilibre
Un trouble de l'équilibre est un problème qui peut être lié à l'oreille interne, au cerveau (cervelet) ou à la proprioception qui cause une instabilité chez la personne. Celle-ci ressent des vertiges, ou des sensations de mouvement ou de flottement, plus ou moins violents, continus ou non.

## Causes des troubles de l'équilibre
Les troubles de l'équilibre sont le plus souvent causés :
- Par un dérèglement de l'oreille interne (qui peut être ponctuel ou prolongé) plus ou moins grave.
- Par des atteintes au cerveau
- Par une consommation d'alcool excessive au bout d'une certaine alcoolémie sanguine (En moyenne : 1,5 g/L), voir intoxication alcoolique.
- Par une prise de certains médicaments